# ⱴ
Das ⱴ ist ein Buchstabe des lateinischen Schriftsystems, welches vom Aussehen her einem kleinen V mit einem Kringel ähnelt.
Das Zeichen war mehr als sechzig Jahre lang als inoffizielles phonetisches Symbol für den stimmhaften labiodentalen Flap in Gebrauch, für den damals kein Symbol im internationalen phonetischen Alphabet existierte. 2005 wurde jedoch das Zeichen ⱱ zum internationalen phonetischen Alphabet hinzugefügt, welches seitdem das offizielle Zeichen für diesen Laut ist.

## Darstellung auf dem Computer
Unicode enthält das ⱴ am Codepunkt U+2C74.